# Leordeni
Leordeni is een Roemeense gemeente in het district Argeș.
Leordeni telt 5861 inwoners.